# Córrego Paracatu
Córrego Paracatu är ett vattendrag i Brasilien.   Det ligger i delstaten Minas Gerais, i den sydöstra delen av landet, 400 km öster om huvudstaden Brasília.
Omgivningarna runt Córrego Paracatu är huvudsakligen savann. Runt Córrego Paracatu är det mycket glesbefolkat, med 7 invånare per kvadratkilometer.